# 용심로
용심로(Yongsim-ro)는 충청북도 영동군 심천면에서 시작하여, 영동군 용산면 삼용삼거리를 잇는 85.5km 도로이다.

## 주요경유지
충청북도
- 영동군 (심천면 - 용산면)

## 노선 경로
전 구간 지방도 제514호선에 속하므로 이에 대한 별도 표기는 생략한다.
| 이름       | 접속 노선                     | 소재지 | 소재지 | 비고                        |
| ---------- | ----------------------------- | ------ | ------ | --------------------------- |
| 이름없음   | 이원심천로                    | 영동군 | 심천면 | 지방도 제505호선과 중복구간 |
| 심천과선교 |                               | 영동군 | 심천면 | 지방도 제505호선과 중복구간 |
| 단전사거리 | 지방도 제505호선 (단전요금로) | 영동군 | 심천면 | 지방도 제505호선과 중복구간 |
| 단전교     |                               | 영동군 | 심천면 |                             |
| 가곡교     |                               | 영동군 | 용산면 |                             |
| 한곡교     |                               | 영동군 | 용산면 |                             |
| 삼용삼거리 | 국도 제19호선 (남부로)        | 영동군 | 용산면 |                             |